# Aleksander Kircun

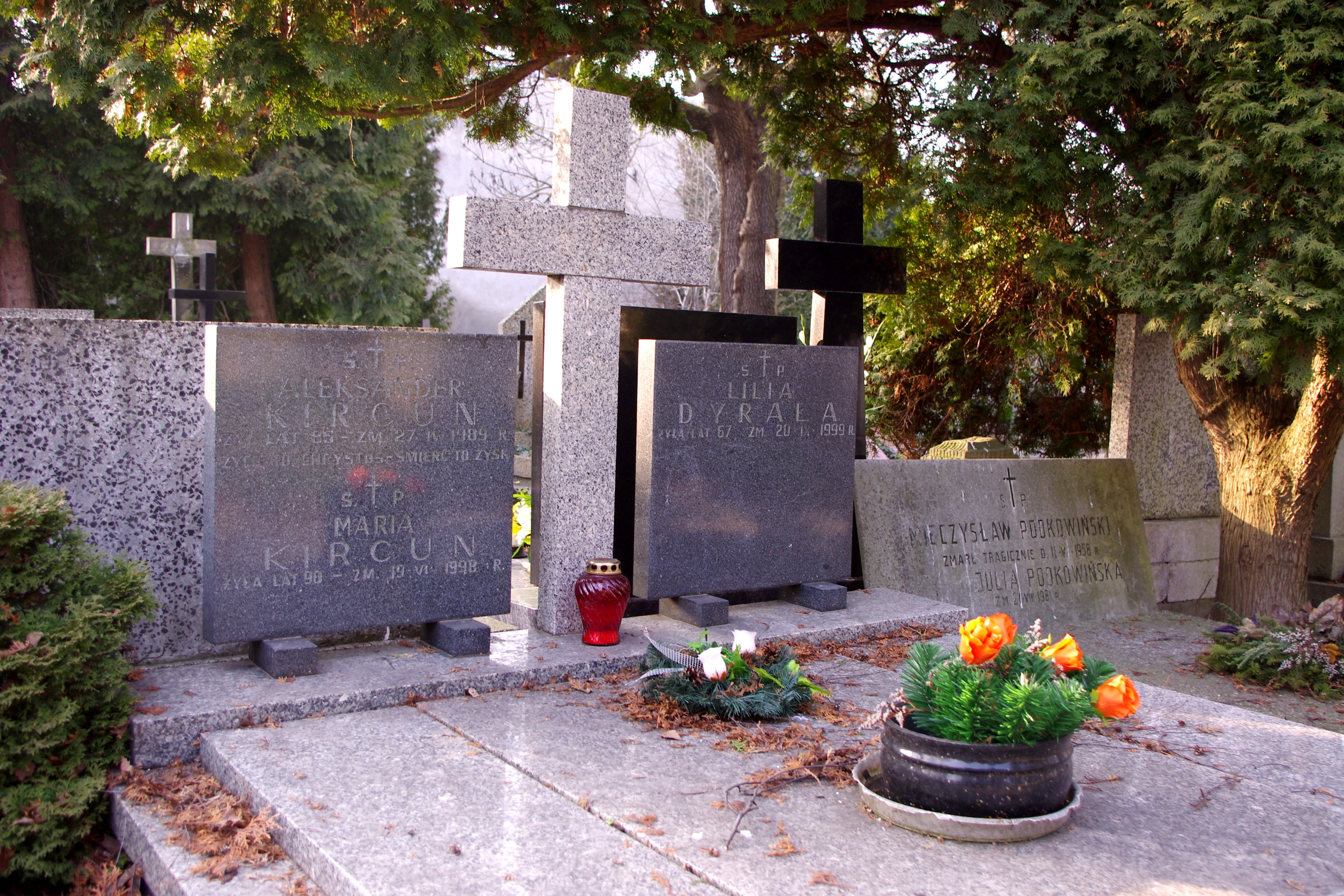
Grób pastora Aleksandra Kircuna na Cmentarzu Ewangelicko-reformowanym przy ul. Żytniej w Warszawie

Aleksander Kircun senior (ur. 1 października 1905, Zelwa  – zm. 27 kwietnia 1989, Warszawa) – polski duchowny baptystyczny, w latach 1940-1945 prezes Związku Nieniemieckich Ewangelicko-Wolnokościelnych Zborów (baptyści), zaś w latach 1945-1968 prezes Naczelnej Rady Polskiego Kościoła Chrześcijan Baptystów. 

## Życiorys
Był absolwentem baptystycznego seminarium teologicznego w Łodzi (studia w latach 1930-1932). W latach 1935–1939 pełnił funkcję prezesa Stowarzyszenia Chrześcijańskiej Młodzieży przy Związku Zborów Słowiańskich Baptystów (ZZSB). W 1937 roku został ordynowany na urząd prezbitera a w czerwcu 1939 wybrano go w skład Naczelnej Rady ZZSB. W 1940 objął funkcję drugiego kaznodziei zboru baptystycznego w Warszawie. W tym samym roku powierzono mu funkcję prezesa Związku Nieniemieckich Ewangelicko-Wolnokościelnych Zborów (baptyści). Po zakończeniu wojny, w maju 1945 roku został wybrany na funkcję nowo powstałego wielowyznaniowego Polskiego Kościoła Ewangelicznych Chrześcijan Baptystów. Jednocześnie, aż do roku 1980, był pastorem zboru w Warszawie. W 1946 był jednym ze współzałożycieli Chrześcijańskiej Rady Ekumenicznej. Od 1947 wykładał przedmioty pastoralne w Seminarium Teologicznym Polskiego Kościoła Chrześcijan Baptystów w Malborku. W roku 1965 został wybrany na stanowisko jednego z wiceprezydentów Światowego Związku Baptystycznego. Był inicjatorem i koordynatorem budowy siedziby naczelnych władz Kościoła oraz zboru stołecznego przy ul. Waliców 25 w Warszawie. Przez wiele lat pełnił także funkcję prezbitera Okręgu Centralnego PKChB. Zmarł w Warszawie i został pochowany na cmentarzu ewangelicko-reformowanym w Warszawie (kwatera 6-6-3).